# رئال تونگا
رئال تونگا (به انگلیسی: Real Tonga) یک شرکت هواپیمایی است که در ۲۰۱۳ میلادی تأسیس شده‌است. دفتر مرکزی رئال تونگا در نوکوآلوفا، تونگا واقع شده‌است و قطب این شرکت هواپیمایی در فرودگاه بین‌المللی فوآموتو قرار دارد و به ۶ مقصد، پرواز انجام می‌دهد.